# Keltis
Keltis (ondertitel: De stenen der wijzen) is een bordspel voor twee tot vier spelers, bedacht door Reiner Knizia en uitgebracht in 2008 door 999 Games. Het spel won de prijs Spiel des Jahres 2008. Op het spelbord kan men vijf rijen zien die elk tien stenen bevatten. Elke rij heeft zijn eigen kleur (bruin, geel, roze, blauw of groen). Gedurende het spel moeten de spelers aan de hand van kaarten de eigen pionnen op deze rijen vooruit zetten en zo punten verzamelen.

## Geschiedenis
Keltis is gebaseerd op het spel Lost Cities, een spel voor twee spelers ook uitgegeven door 999 Games. De oorspronkelijke titel in het Duits was Keltis (ondertitel: Der Weg der Steine).
Keltis werd in meerdere talen vertaald: Frans, Engels, Grieks, Nederlands, Pools, Spaans en Portugees.
In februari 2009 kwam er een uitbreiding uit: Neue Wege − neue Ziele ofwel Nieuwe Wegen - Nieuwe doelen. Hierbij zijn er niet alleen lineaire paden maar ook paden met vertakkingen. Er was wel wat algemene kritiek op de uitbreiding: men zou een nieuw spel nodig hebben waarvoor er wat materiaal van het basisspel nodig is. De uitbreiding had lang niet zoveel succes als het basisspel en werd enkel in het Duits uitgegeven.
In maart van datzelfde jaar kwam er nog een spel: Keltis - Het kaartspel.
In 2010 verscheen Keltis - Het orakel, een onafhankelijk spel waarbij het basisprincipe van Keltis werd behouden maar waar ook extra mogelijkheden bij kwamen.

## Spel

### Inhoud
- 1 speelplan
- 110 speelkaarten
  - Steeds 22 van elke kleur: roodbruin, geel, roze, groen en blauw
- 20 speelfiguren
  - Steeds 5 van elke kleur: zwart, wit, bruin en grijs, waarvan 4 kleine en 1 grote
- 4 telstenen
  - Eén van elke kleur: zwart, wit, bruin en grijs
- 4 grote Klaverdrietjes
  - Eén van elke kleur: zwart, wit, bruin en grijs
- 25 fiches
  - 9 edelstenen
  - 9 klaverdrietjes
  - 7 puntenkaarten: 2 × 1 punt, 3 × 2 punten en 2 × 3 punten
- spelreglement

### Voorbereiding
- Iedere speler heeft 6 pionnen. De kleinste moet aan het begin van het scorespoor worden gezet. De andere pionnen zet men op de witte halve cirkel.
- Op elke donkere steen en op elke laatste steen van een kleur op het spelbord ligt een fiche.
- Nadat de stapel kaarten geschud zijn, krijgt iedere speler acht kaarten.

### Beurt

#### Kaarten afleggen
De speler die aan de beurt is kiest een eigen kaart en legt deze voor hem op tafel. Op deze kaart staat een getal van 0 tot en met 10 en een kleur (bruin, geel, roze, blauw of groen). Op het spelbord zijn er 5 rijen die elk een verschillende kleur hebben. De kleur op de kaart bepaalt op welke rij de speler een pion een steen vooruit mag zetten. Zo leggen de spelers om de beurt een kaart voor zich neer. Kaarten van dezelfde kleur liggen op elkaar. Men kan dus maximaal 5 kaartrijen voor zich hebben liggen. Op elke kaart staat ook een getal. In de rij kaarten die de speler per kleur creëert moeten de getallen op volgorde liggen, dat wil zeggen ofwel oplopend van 0 naar 10 ofwel aflopend van 10 naar 0. Dit mag voor iedere kleur anders zijn. Men mag getallen overslaan. Men kan dus bijvoorbeeld een blauwe 5 op de blauwe 3 leggen. Daarna kan men in dit voorbeeld wel niets meer met de blauwe kaarten van 0 tot 5. Men mag dezelfde kaarten wel op elkaar leggen, dus kan men bijvoorbeeld de blauwe 5 op de blauwe 5 leggen.

#### Fiches
Tijdens het spel kan men met een pion op een fiche belanden. Dan wordt er een actie uitgevoerd naargelang het fiche:
- Klaverdrie: Men mag nog een pion naar keuze verderzetten zonder een kaart te leggen.
- Punten: Men krijgt direct 1, 2 of 3 punten.
- Edelsteen: Men neemt de edelsteen direct bij zich. Op het einde van het spel leveren deze punten op.

#### Aflegstapel
Het kan zijn dat men een kaart niet kan gebruiken en wil wegleggen. Dan legt men deze op de aflegstapel. Er zijn 5 aflegstapels: een voor elke kleur. Andere spelers mogen i.p.v. een kaart bij te nemen van de gedekte stapel ook de bovenste kaart van een van de 5 aflegstapels nemen om ze later zelf te gebruiken.

### Einde van het spel
Het spel is afgelopen wanneer er 5 pionnen in het gebied staan waar ze minstens 6 punten verdienen. De grote pion krijgt zijn 'normale punten' dubbel.